# ژانینه یانسن
ژانینه یانسن (به هلندی: Janine Jansen) (زادهٔ ۷ ژانویهٔ ۱۹۷۸، سوسْت، هلند) یک ویولن‌نواز و ویولانواز اهل پادشاهی هلند است. او از ۶ سالگی نواختن ویولن را آغاز کرد و در سال ۲۰۰۱، به‌عنوان تک‌نواز ویولن، در ارکستر ملی جوانان اسکاتلند ظاهر شد.